# Alejandro Cardona
Alejandro Cardona Ducas (San José, Costa Rica, 1959) es un compositor, cineasta y guitarrista costarricense. Ha recibido varios premios por sus composiciones entre ellos el Premio de Composición de la Brookline Library Music Association (1978), el Premio Hugh F. MacColl de Composición de la Universidad de Harvard (1979), tres veces el premio de música costarricense Aquileo Echeverría (1999, 2000 y 2002) y el Premio Iberoamericano Rodolfo Halffter de Composición (2004). En 1999 recibió los premios a la mejor música original y al mejor video experimental en la Muestra Costarricense de Cine, Video y Multimedia.

## Biografía
Cardona nació en una familia de artistas, es hijo del filólogo y escritor Rodolfo Cardona Cooper, nieto del compositor Alejandro Cardona Llorens y sobrino del violinista y compositor Ismael Cardona Valverde.
De 1975 a 1976 fue alumno del compositor sanjuanino Luis Jorge González Fernández. Y después, hasta 1981, estudió en la Universidad de Harvard con Curt Cacioppo, Leon Kirchner e Ivan Tcherepnin. En la década de 1990, también estudió en la Universidad de Portsmouth y realizó estudios de imagen y animación por computadora en la Escuela de Artes de Utrecht. Desde 1986, Cardona ha sido profesor en la Universidad Nacional de Costa Rica, donde desde 1996 ha sido director del "Programa de identidad cultural, arte y tecnología". Ha participado en diferentes festivales como el Foro Internacional de Música Nueva Manuel Enríquez y el Festival Latinoamericano de Música y su obra el “Son Mestizo II para orquesta sinfónica” fue grabada por la  Orquesta Sinfónica Nacional de Costa Rica en un disco que ganó en 2017 el Premio Grammy Latino por el mejor disco de música clásica.
mexico

## Obras
- Pindos y athos para orquesta, 1980.
- Milonga para piano, 1980
- Guerrillas I y II para guitarra, 1981-82.
- Arena americana (Son Mestizo) para orquesta, 1982-83.
- Xikiyeua en Xochitl para piano, 1983-89
- Son Mestizo II para orquesta, 1984-85.
- Son del encachimbao para dos guitarras, 1985.
- Son de los condenados para pequeña orquesta, 1986-87.
- Las siete vidas del gato Mandingo para seis percusionistas, 1987-88.
- Los soliloquios del gato Mandingo para guitarra, 1989
- Bajo sombras , 1.  Cuarteto de cuerdas, 1989-90
- RinoSONoronte (homenaje a Benny Moré ) para piano y orquesta de cuerdas, 1989-92
- La Delgadina , Variaciones para piano y orquesta, 1991-92
- La Delgadina , Variations for Clarinet, Viola and Piano, 1991-92
- Cuarteto No. 2 , 1992-93
- Rikkita Congo Yeri Congo para clarinete y percusión, 1993
- Zachic 1 para violín y piano, 1994
- Zachic 2 para flauta, oboe, clarinete, corola angélica y fagot, 1994
- Códices (Son Mestizo III) para cuarteto de cuerdas y orquesta, 1995-96
- El silencio que hay en todas las soledades para piano, 1996-97
- Lamento , CD, 1997
- Moyugba Orisha para violonchelo, 1997-98
- Esperanza , CD, 1998
- Celebracion , CD, 1998
- América Angostura (gentes y paisajes imaginarios) , instalación sonora interactiva, 1999.
- Texturas, una ventana a Centroamérica , instalación de sonido interactivo, 1999.
- Códices , 1999
- En el eco de las paredes , 3.  Cuarteto de cuerdas, 1999-2001
- Cabalgando vientos para cuatro guitarras y cuarteto de cuerdas, 2002-03.
- Bajo sombras , 2000
- El rayo dormido para piano, 2001-02
- En el eco de las paredes , 2002.
- La Paulina , Fantasía para piano, 2003.
- Zachic 3 , 2004
- Tlanehuatl, cuaderno tercero para piano, violín y violencello.[11][12]
- Ofrendas nocturnas Tres fantasías para clarinete bajo y ensamble, 2023.

## Películas
- Testimonios , 1998-99
- Tránsitos y veredas , 2000
- Tejidos Rebeldes , 2003